# André Filipe Carneiro Leal
André Filipe Carneiro Leal (nascut el 6 d'agost de 1995), conegut com a Andrezinho, és un futbolista professional portuguès que juga al CD Trofense com a migcampista.

## Carrera de club
Nascut a Barcelos, districte de Braga, Andrezinho va acabar la seva carrera juvenil al FC Paços de Ferreira. Va debutar a la Primera Lliga amb el club el 26 d'abril de 2015, jugant 75 minuts en la victòria a casa per 3-1 contra el FC Arouca; va ser una de les seves cinc aparicions en lliga durant la temporada 2014-15.
Andrezinho va marcar el seu primer gol a la màxima divisió el 12 de desembre de 2015, en una derrota a casa del CF União per 6-0. Va jugar 15 partits (només dos com a titular) durant la campanya 2017-18, que va acabar amb el descens a la LigaPro.
L'11 de gener de 2019, Andrezinho va signar un contracte d'un any i mig amb el GD Estoril Praia de segon nivell. L'agost, però, es va traslladar a l'FK Spartak Subotica de la SuperLiga Sèrbia amb un contracte de dos anys.